# Matenja vas
Matenja vas je naselje u slovenskoj Općini Postojni. Matenja vas se nalazi u pokrajini Notranjskoj i statističkoj regiji Notranjsko-kraškoj. 

## Stanovništvo
Prema popisu stanovništva iz 2002. godine naselje je imalo 329 stanovnika.